# Seno generalizado
Con el concepto de seno generalizado se trata de enfocar, de una manero uniforme, los casos de seno circular, hiperbólico, para lo cual se ha de considerar todo seno como una función inversa de una integral.
para el caso del seno circular, se señala que la variable t puede entenderse como el área duplicada del sector circular oac ABD. Si x e y son las coordenadas del punto A( y = sen α), resulta que {\displaystyle x={\sqrt {1-y^{2}}}}, por tanto:
Área Δ ABK es {\displaystyle {\frac {1}{2}}y{\sqrt {1-y^{2}}}}, K es la proyección ortogonal de B sobre el eje Oy.
Área del trapezoide ADBK es

{\displaystyle I=\int _{0}^{y}u\,{\text{d}}v=\int _{0}^{y}{\sqrt {1-v^{2}}}\,{\text{d}}v}

Integrando por partes se obtiene

{\displaystyle \int _{0}^{y}{\sqrt {1-v^{2}}}\,{\text{d}}v={\sqrt {1-y^{2}}}y+\int _{0}^{y}{\frac {v^{2}{\text{d}}x}{\sqrt {1-v^{2}}}}\ }

{\displaystyle \int _{0}^{y}{\sqrt {1-v^{2}}}\,{\text{d}}v={\sqrt {1-y^{2}}}y-\int _{0}^{y}{\sqrt {1-v^{2}}}\,{\text{d}}v+\int _{0}^{y}{\frac {v^{2}{\text{d}}x}{\sqrt {1-v^{2}}}}\ }

De donde se desprende
{\displaystyle \int _{0}^{y}{\sqrt {1-v^{2}}}\,{\text{d}}v=0.5{\sqrt {1-y^{2}}}y+0.5\int _{0}^{y}{\frac {v^{2}{\text{d}}x}{\sqrt {1-v^{2}}}}\ }
Por tanto
S = Área ABD = Area ADBK - Área ABK = 

{\displaystyle {\frac {1}{2}}\int _{0}^{y}{\sqrt {1-v^{2}}}\,{\text{d}}v}

Luego

{\displaystyle t=2S=\int _{0}^{y}{\sqrt {1-v^{2}}}\,{\text{d}}v}